# Таємниця партизанської землянки
«Таємниця партизанської землянки» — радянський художній фільм 1974 року, знятий режисерами Юрієм Тупицьким і Валентином Фещенком на Кіностудії ім. О. Довженка.

## Сюжет
Дитячий пригодницький фільм про піонерів 1970-х років, слідопитів, які розшукали на місці колишніх боїв щоденник партизанського загону.

## У ролях
- Тимофій Співак — Дев'ятисил, командир партизанського загону
- Федір Панасенко — Петро Оберчук
- Ігор Слива — Льоня Ткаченко
- Олена Воловик — Марійка
- Ігор Алєєв — Ігор
- Сергій Вовк — Васильок
- Леонід Бакштаєв — Леонід Григорович Ткаченко
- Микола Олійник — Гордій Коцюба/ син Гордія Коцюби
- Людмила Алфімова — мати Ігоря
- Ніна Колчина-Бунь — піонервожата
- Анатолій Барчук — батько Ігоря
- Геннадій Болотов — партизан
- Іван Гордієнко — Микола Іванович
- Юрій Дубровін — капітан
- Станіслав Пазенко — Павло Білоус
- Віктор Поліщук — Микола, партизан
- Микола Сараєв — Ваня Солошенко
- Анатолій Соколовський — партизан
- Алім Федоринський — Андрон
- Валентин Черняк — Іван Петрович
- Олександр Шабельний — епізод
- Володимир Швець — епізод
- Юрій Рудченко — епізод
- Володимир Яканін — епізод

## Знімальна група
- Режисери — Юрій Тупицький, Валентин Фещенко
- Сценарист — Юрій Збанацький
- Оператор — Василь Трушковський
- Композитор — Володимир Тилик
- Художник — Олександр Кудря